# صوفيان (أشنوية)
صوفيان هي قرية في مقاطعة أشنوية، إيران. يقدر عدد سكانها بـ 819 نسمة بحسب إحصاء 2016.